# Мічак
Мічак (перс. ميچك) — село в Ірані, у дегестані Ак-Кагріз, у бахші Новбаран, шагрестані Саве остану Марказі. За даними перепису 2006 року, його населення становило 67 осіб, що проживали у складі 34 сімей.

## Клімат
Середня річна температура становить 11,37 °C, середня максимальна – 30,50 °C, а середня мінімальна – -9,60 °C. Середня річна кількість опадів – 254 мм.
| Клімат поселення                              | Клімат поселення | Клімат поселення | Клімат поселення | Клімат поселення | Клімат поселення | Клімат поселення | Клімат поселення | Клімат поселення | Клімат поселення | Клімат поселення | Клімат поселення | Клімат поселення | Клімат поселення |
| Показник                                      | Січ.             | Лют.             | Бер.             | Квіт.            | Трав.            | Черв.            | Лип.             | Серп.            | Вер.             | Жовт.            | Лист.            | Груд.            |                  |
| Середній максимум, °C                         | 6,27             | 7,14             | 11,72            | 17,95            | 22,80            | 28,73            | 30,50            | 29,89            | 25,44            | 19,62            | 12,85            | 7,06             |                  |
| Середня температура, °C                       | −1,67            | −0,79            | 3,79             | 10,00            | 14,85            | 20,78            | 24,52            | 23,92            | 19,48            | 13,64            | 6,87             | 1,08             |                  |
| Середній мінімум, °C                          | −9,6             | −8,74            | −4,16            | 2,06             | 6,92             | 12,84            | 18,55            | 17,94            | 13,50            | 7,66             | 0,90             | −4,88            |                  |
| Норма опадів, мм                              | 33               | 34               | 47               | 38               | 31               | 5                | 2                | 1                | 0                | 10               | 21               | 32               |                  |
| Середньомісячна швидкість вітру, м/с          | 1.90             | 2.42             | 3.03             | 3.06             | 2.51             | 2.43             | 2.50             | 2.31             | 2.17             | 2.11             | 1.77             | 1.48             |                  |
| Середньомісячна сонячна радіація, кДж/м²·день | 8672             | 11559            | 14298            | 17924            | 22077            | 26451            | 26011            | 23689            | 20274            | 14767            | 10629            | 8589             |                  |
| --------------------------------------------- | ---------------- | ---------------- | ---------------- | ---------------- | ---------------- | ---------------- | ---------------- | ---------------- | ---------------- | ---------------- | ---------------- | ---------------- | ---------------- |
| Джерело:                                      |                  |                  |                  |                  |                  |                  |                  |                  |                  |                  |                  |                  |                  |